# Yūsuf ibn Tāshfīn
Yūsuf ibn Tāshfīn (o anche Tāshufīn) (... – 1106) è stato un sovrano berbero, sultano almoravide del Maghreb al-Aqsa (attuale Marocco) dal 1089 e della Spagna musulmana (al-Andalus) dal 1094.
Chiamato amīr al-muslimīn (comandante dei musulmani), unì tutti i domini musulmani di Spagna al Maghreb al-Aqsa intorno al 1090, dopo la sua spedizione in Spagna nel 1086.

## Biografia
Yūsuf b. Tāshfīn (in arabo يوسف بن تاشفين‎?) era cugino o nipote di Abu Bakr ibn Umar, il fondatore della dinastia almoravide. Su richiesta degli Emiri di Siviglia, Badajoz, Granada e Cordova, pur senza alcun accordo formale, e senza il consenso del cugino Abū Bakr, salpò dal Maghreb e, attraversato lo stretto di Gibilterra, occupò Algeciras, avanzò sino a Siviglia e unitosi alle truppe dei succitati emirati a cui si erano aggiunte le truppe dell'emiro di Almería, a ottobre del 1086, sconfisse Alfonso VI di Castiglia nella battaglia di al-Zallaqa, nei pressi di Badajoz, obbligando i cristiani a ritirarsi dalla regione di Valencia e di togliere l'assedio a Saragozza.
L'avanzata almoravide fu fermata (anzi i cristiani ripresero coraggio) dall'improvviso ritorno in Marocco di Yūsuf ibn Tāshfīn, a causa della morte del suo figlio maggiore. Poco dopo morì anche il cugino Abu Bakr Ibn Umar, che nel frattempo gli aveva perdonato l'affronto, per cui divenne il sultano dell'impero almoravide, parte del Maghreb (tutto il Marocco, con Marrakesh come capitale dell'impero).
Nel 1090 ritornò in Spagna e pose sotto assedio il castello di Aledo, che non riuscì a conquistare, ma venne raso al suolo ed abbandonato da Alfonso VI, che ormai lo considerava indifendibile. Nonostante questa vittoria l'avanzata verso i regni cristiani si fermò, perché Yūsuf, soddisfatto per le vittorie e spinto dalla bramosia (delle ricchezze offerta dalle fertili terre della penisola iberica) di altri suoi seguaci, si dedicò alla conquista dei regni musulmani. Accusando gli emiri di al-Andalus di avere comportamenti anti-islamici, di avere uno stile di vita troppo lussuoso e stravagante e di opprimere le popolazioni con tasse pesanti per permettersi quello stile di vita, conquistò tutta la Spagna islamica.
Dopo la conquista di al-Andalus, nel 1093, si rivolse verso il regno di Valencia, ma si dovette scontrare con il Cid, che nel frattempo era diventato signore della città e la difese strenuamente, non permettendo a Yūsuf di conquistarla e proseguire quindi verso la contea di Barcellona e il regno d'Aragona. Allora si rivolse contro il regno di Castiglia e, nel 1097, le truppe castigliane contrattaccarono gli Almoravidi nella zona di Toledo e riuscirono a occupare il castello di Consuegra, che tennero per otto giorni, ma nella battaglia che avvenne il 15 agosto del 1097, le truppe di Yūsuf Ibn Tāshfīn ebbero la meglio su quelle di Alfonso VI. Durante l'attacco morì l'unico figlio maschio del Cid, Diego Rodríguez, che aveva lasciato Valencia per unirsi alle truppe castigliane.

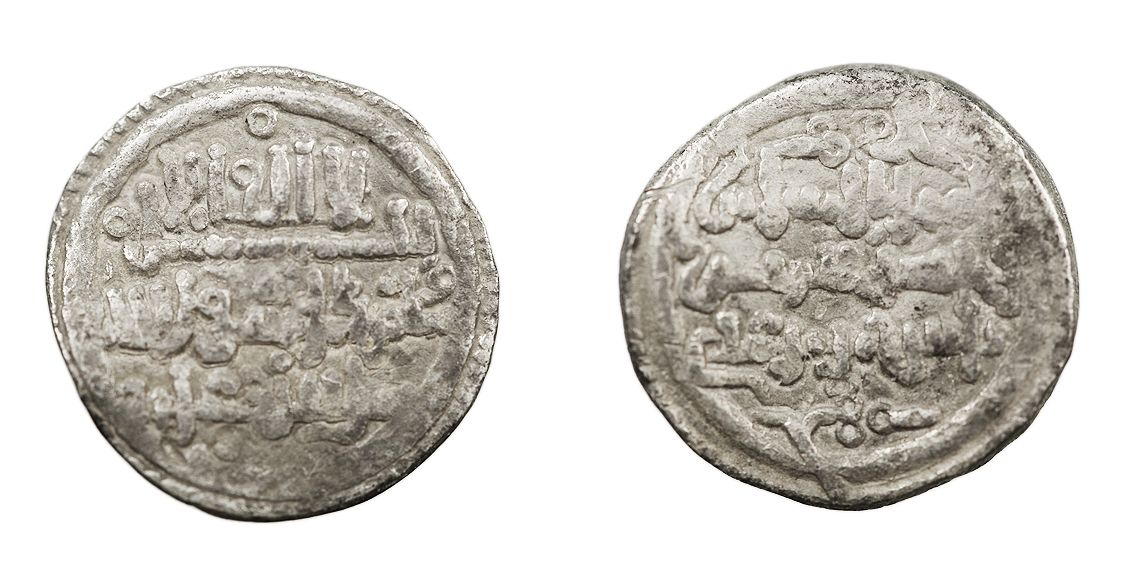
Monete coniate durante il regno di ibn Tāshfīn

Yūsuf b. Tāshfīn, soddisfatto per avere vinto anche questa seconda battaglia campale (dopo al-Zallaqa), dieci mesi dopo, ossia nel giugno del 1098, tornò definitivamente a Marrakesh, in Marocco, lasciando che la guerra nella penisola iberica fosse continuata dal figlio Ali ibn Yusuf. Yūsuf b. Tāshfīn fu il fondatore della città di Marrakesh in Marocco, scelse lui stesso il luogo per fondare la città, che divenne quindi capitale del suo regno.
Morì nel 1106 e gli subentrò alla testa dell'impero almoravide, sia in Marocco sia in al-Andalus, il figlio Ali ibn Yusuf.
L'esercito almoravide era formato dalla confederazione berbera Sanhaja, che consisteva in una gerarchia di berberi Lamtuna, Musaffa e Djudalla, che rappresentavano i vertici militari. Cristiani andalusi e neri africani facevano parte del "diwān al-jund", la guardia del corpo personale di Yusuf b. Tashfin.